# Czasopismo

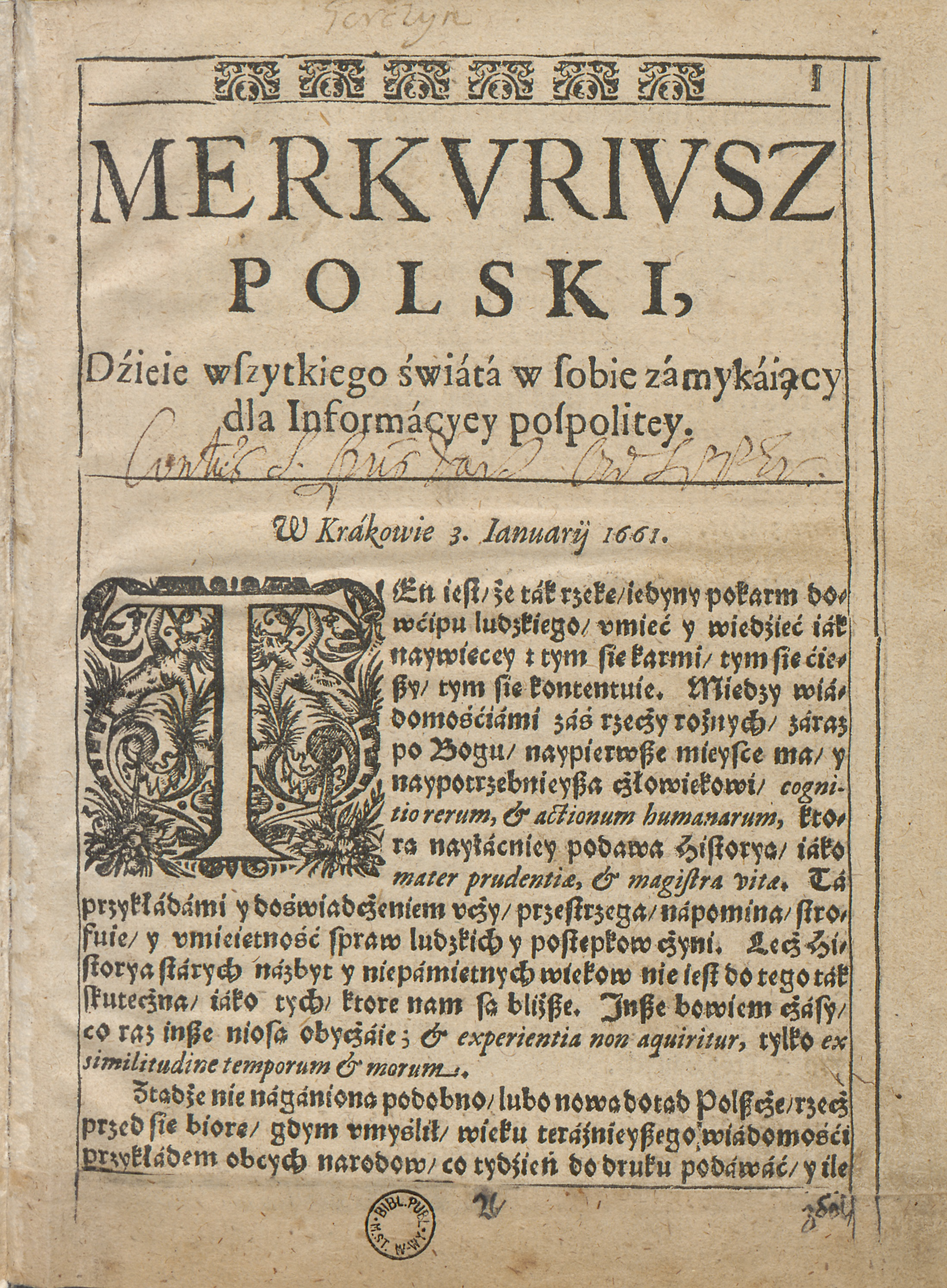
Pierwsze polskie czasopismo "Merkuriusz Polski Ordynaryjny" nr. 1 z 1661 roku

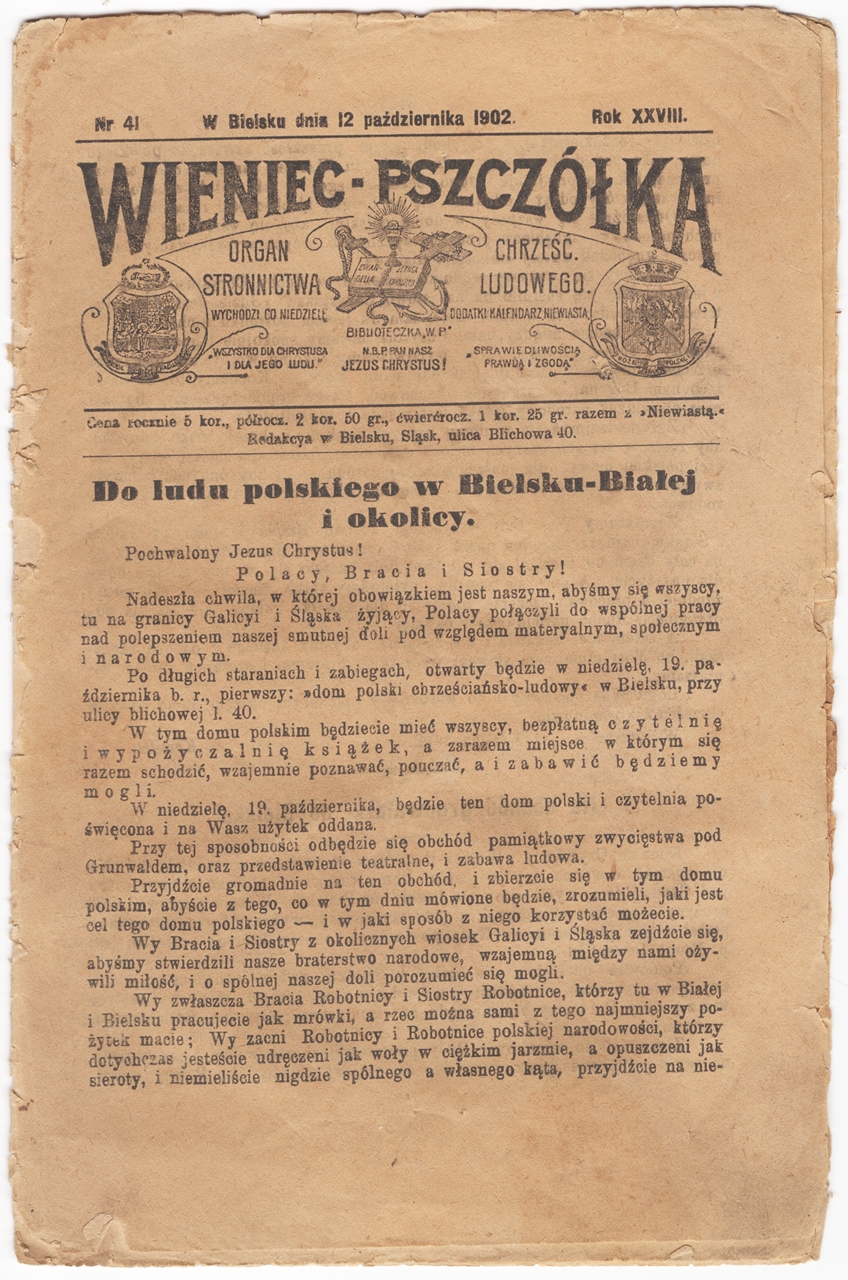
Czasopismo

Czasopismo – wydawnictwo ciągłe, periodyczne, publikowane pod niezmienionym tytułem, posiadające numerację ciągłą, zawierające ustaloną szatę graficzną, a także niezbyt często zmieniający się format i objętość, zawierające materiały od wielu autorów i określoną tematykę, aczkolwiek mogące różnić się wersjami językowymi – może występować w wielu mutacjach regionalnych. Potocznie za czasopisma uważa się publikacje od tygodnika wzwyż, te wydawane częściej nazywane są gazetami.

## Rodzaje czasopism
Ze względu na częstotliwość wydań wyróżnia się najczęściej, następujące rodzaje:
- dziennik[2], gazeta codzienna (313 numerów w ciągu roku, pominąwszy niedziele)
- tygodnik (52 numery w ciągu roku)
- dwutygodnik (26 numerów w ciągu roku)
- miesięcznik (12 numerów w ciągu roku)
- dwumiesięcznik (6 numerów w ciągu roku)
- kwartalnik (4 numery w ciągu roku)
- półrocznik (2 numery w ciągu roku)
- rocznik (jeden numer w ciągu roku)
- aperiodyk – nieregularnik, szczególna postać czasopisma.

Wydawnictwa rzadsze niż kwartalne (np. półrocznik, rocznik, annał) określa się często jako edycje kolejnych zeszytów, wydań lub tomów.
Ponadto czasopisma mogą być: ogólnotematyczne, branżowe, reklamowe, recenzowane, itd.